# Kanton Montélimar-2
Kanton Montélimar-2 (fr. Canton de Montélimar-2) je francouzský kanton v departementu Drôme v regionu Rhône-Alpes. Skládá se z 10 obcí.

## Obce kantonu
- Allan
- Châteauneuf-du-Rhône
- Espeluche
- La Touche
- Malataverne
- Montboucher-sur-Jabron
- Montélimar (část)
- Portes-en-Valdaine
- Puygiron
- Rochefort-en-Valdaine